# 达祖罗斯里
达祖罗斯里，马来西亚政治人物，国阵巫统党员，霹雳州前州务大臣，曾任霹雳州宜力国会议员、霹雳州议会高乌、肯尼灵州议员。

## 政治生涯
2004年大选，代表国阵巫统参加并赢得霹雳州议会高乌州议席。